# Sulejów
Sulejów este un oraș în Polonia.